# Stephen Cottrell
Stephen Geoffrey Cottrell, né le 31 août 1958 à Leigh-on-Sea, est un évêque anglican britannique. Il est évêque de Reading (un Suffragant du diocèse d'Oxford), de 2004 à 2010, puis évêque de Chelmsford de 2010 à 2020. Depuis le 9 juillet 2020, il est archevêque d'York et primat d'Angleterre, à la tête du deuxième diocèse le plus ancien de l'Église et le plus ancien du nord de l'Angleterre.

## Jeunesse et éducation
Cottrell naît le 31 août 1958 à Leigh-on-Sea, dans l'Essex. Son frère, David Cottrell, est psychiatre et universitaire. Il fait ses études au lycée Belfairs. Il étudie à l'École polytechnique du centre de Londres et obtient un baccalauréat ès arts (BA) en Étude des médias en 1979. De 1981 à 1984, il se forme pour l'ordination à St Stephen's House, Oxford. Il étudie ensuite le leadership chrétien au St Mellitus College de Londres et obtient une maîtrise ès arts (MA) en 2019.

## Ministère ecclésiastique
Cottrell devient diacre à Petertide le 1er juillet 1984 et est ordonné prêtre le 30 juin 1985, les deux fois par Ronald Bowlby, évêque de Southwark, à la Cathédrale de Southwark. Il débute comme vicaire à Christ Church, Forest Hill dans le diocèse de Southwark. De 1988 à 1993, il est prêtre en charge de l'église St Wilfrid, Chichester, et également directeur adjoint des études pastorales au Chichester Theological College. Il est ensuite missionnaire diocésain pour le diocèse de Wakefield et enfin, avant son ordination à l'épiscopat, chanoine à la cathédrale de Peterborough.

### Ministère épiscopal

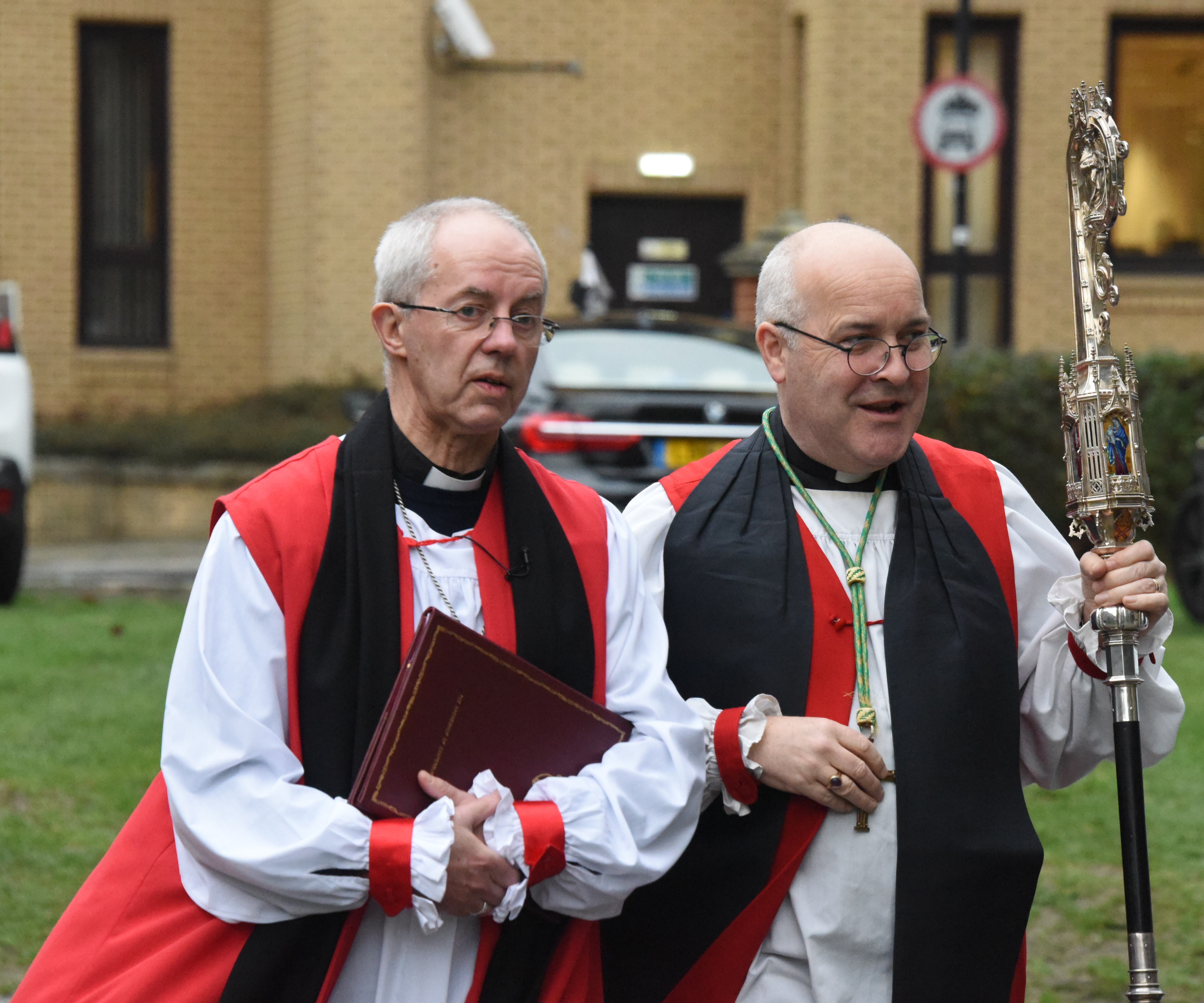
Cottrell (à droite) avec Justin Welby, archevêque de Canterbury, en 2019

Cottrell est nommé évêque de la région de Reading le 6 janvier 2004, après que Jeffrey John ait renoncé de manière controversée sa nomination au poste en 2003. Il avait été un partisan de la nomination initiale de John. Il est consacré le 4 mai 2004 par Rowan Williams, archevêque de Cantorbéry, à la cathédrale Saint-Paul,, à la suite de la confirmation de la nomination par lettres patentes.
À la suite de sa nomination comme évêque de Chelmsford le 22 mars 2010, il est transféré à ce siège le 6 octobre 2010. Il est installé à la Cathédrale de Chelmsford le 27 novembre 2010. En 2014, il devient Lord Spiritual, l'un des 26 évêques diocésains les plus anciens habilités à siéger à la Chambre des lords, il est présenté le 25 mars 2014.
Le 17 décembre 2019, il est désigné pour succéder à John Sentamu comme archevêque d'York, métropolite d'York et primat d'Angleterre, après le départ à la retraite de ce dernier en juin 2020,. Le poste est le deuxième le plus élevé de l'Église d'Angleterre après celui d'archevêque de Cantorbéry. L'élection canonique de Cottrell a lieu par vidéoconférence le 11 juin 2020. La confirmation de son élection, par laquelle il prend légalement ses fonctions, a lieu le 9 juillet et son intronisation a lieu à la cathédrale d'York lors d'un service d'Evensong le 18 octobre,.
Cottrell est nommé conseiller privé le 21 juillet 2020. Désormais Lord Spiritual ex officio, il est présenté à la Chambre des lords le 22 octobre 2020.
Il est membre de la Société des prêtres catholiques (SCP) et membre d'Affirmation du catholicisme. En décembre 2014, il est choisi comme président du mouvement, prenant ses fonctions début 2015.
En janvier 2025, il prend temporairement la tête de l'Église d'Angleterre, à la suite de la démission de Justin Welby en tant que archevêque de Cantorbéry.

## Vie privée
Stephen Cottrell est marié à Rebecca et ils ont trois enfants.

## Œuvres choisies
Cottrell a écrit plusieurs livres sur le sujet de l'évangélisation parmi ses 38 titres publiés.
- Dear England : Finding Hope, Taking Heart and Changing the World (Hachette Book Group, mars 2021) ; (ISBN 9781529360950)
- Frapper le sol en s'agenouillant : voir le leadership différemment (Church House Publishing, novembre 2008) ; (ISBN 0-7151-4162-7)
- Les choses qu'il transportait (SPCK Publishing, novembre 2008) ; (ISBN 0-281-06080-0)
- Ne fais rien... Noël approche : un calendrier de l'Avent différent (Church House Publishing, août 2008); (ISBN 0-7151-4164-3)
- Ne rien faire pour changer votre vie : découvrir ce qui se passe lorsque vous arrêtez (Church House Publishing, mai 2007) ; (ISBN 0-7151-4118-X)
- Abondance du cœur : évangélisation catholique pour tous les chrétiens (Darton, Longman et Todd Ltd, mai 2006) ; (ISBN 0-232-52636-2)
- I Thirst: The Cross - The Great Triumph of Love (Zondervan Publishing House, janvier 2004); (ISBN 0-310-25069-2)
- Prier tout au long de la vie : comment prier à la maison, au travail et en famille (Church House Publishing ; 2e édition révisée, novembre 2003) ; (ISBN 0-7151-4010-8)
- On This Rock: Bible Foundations for Christian Living (The Bible Reading Fellowship, janvier 2003); (ISBN 1-84101-238-6)
- Bien voyager : un guide d'accompagnement de la foi chrétienne (Church House Publishing, juin 2000) ; (ISBN 0-7151-4935-0)
- Catholic Evangelism (Affirming Catholicism) (Darton, Longman and Todd Ltd, mars 1998); (ISBN 0-232-52271-5)
- Sacrement, intégrité et évangélisation : une approche catholique (Grove Books Ltd, février 1996) ; (ISBN 1-85174-309-X)